# Türkistan (Gebiet)
Das Gebiet Türkistan (kasachisch Түркістан облысы Türkistan oblyssy; russisch Туркестанская область Turkestanskaja oblast) ist die südlichste Oblys (Gebiet) von Kasachstan. Hauptstadt ist Türkistan. Mit 116.902 km² ist es das zweitkleinste Gebiet des Landes, mit rund zwei Millionen Einwohnern nach Einwohnerzahl das zweitgrößte.

## Geografie
Türkistan grenzt im Süden an Usbekistan und Kirgisistan. Angrenzende Gebiete sind im Westen Qysylorda, im Norden Qaraghandy und im Osten Schambyl. Die südliche Hälfte wird vom Syrdarja durchquert.

## Geschichte
Türkistan entstand zum 19. Juni 2018 aus dem Gebiet Südkasachstan, als dessen Hauptstadt Schymkent ausgegliedert und zu einer Stadt mit Sonderstatus erhoben wurde. Das verbleibende Gebiet wurde nach der neuen Hauptstadt umbenannt in Türkistan.

## Verwaltungsgliederung
Das Gebiet ist in 17 Bezirke (kasachisch Аудан Audan; russisch Район Rajon) unterteilt. Die Städte Arys, Kentau und Türkistan stellen einen eigenen städtischen Bezirk dar.
| Audan                 | Fläche [km²] | Einwohner | Verwaltungssitz |
| --------------------- | ------------ | --------- | --------------- |
| Arys (Stadt)          | 6.300        | 78.529    | Arys            |
| Böidibek              | 7.200        | 48.221    | Schajan         |
| Keles                 | 3.450        | 132.937   | Abai            |
| Kentau (Stadt)        | 612          | 99.846    | Kentau          |
| Maqtaaral             | 808          | 129.016   | Myrsakent       |
| Ordabassy             | 2.700        | 129.790   | Temirlan        |
| Otyrar                | 18.100       | 51.127    | Schäuildir      |
| Qasyghurt             | 4.100        | 118.708   | Qasyghurt       |
| Sairam                | 1.760        | 240.251   | Aqsukent        |
| Saryaghasch           | 4.170        | 223.864   | Saryaghasch     |
| Sauran                | 7.217        | 103.521   | Schornaq        |
| Schardara             | 13.000       | 83.997    | Schardara       |
| Schetissai            | 1.046        | 185.840   | Schetissai      |
| Sosaq                 | 41.000       | 62.951    | Scholaqqorghan  |
| Töle Bi               | 3.150        | 122.812   | Lenger          |
| Tülkibas              | 2.300        | 105.421   | Turar Rysqulow  |
| Türkistan (Stadt)     | 196          | 237.503   | Türkistan       |
| Stand: 1. Januar 2025 |              |           |                 |

## Nachweise
1. ↑  2025 жылғы 1 қаңтарға Қазақстан Республикасының облыстары, қалалары, аудандары, аудан орталықтары және кенттері бөлінісіндегі халық саны. (Excel; 114 KB) stat.gov.kz, abgerufen am 15. Februar 2025 (kasachisch).
2. ↑  Публичное подписание Указа «О некоторых вопросах административно-территориального устройства Республики Казахстан» (russisch), abgerufen am 1. Juli 2018